# Erweiterter Editor

Screenshot des „Erweiterten Editors“

Der Erweiterte Editor (Abk. EPM, engl. Enhanced Editor) ist ein vielseitiger Texteditor, welcher standardmäßig im Betriebssystem IBM OS/2, neben dem einfachen Systemeditor, enthalten ist. Er besitzt eine eigene Makrosprache namens E und ist flexibel erweiterbar. Makros können auch in der weitverbreiteten Prozedursprache REXX geschrieben werden. 
Dieser Editor bietet Unterstützung für die Entwicklungsumgebung IBM Workframe/2. In den späteren Entwicklungsumgebungen namens IBM Visual Age ist der Editor LPEX enthalten.

## Liste der Funktionen
- lange Zeilen bis 1.600 Byte
- Ziehen und Übergeben (Drag and Drop)
- schnelles Sortieren
- Rechtschreibprüfung (auch automatisch)
- Optionen: GREP, TAGS
- benutzerkonfigurierbare Funktionsleiste
- mehrere Sichten einer Datei innerhalb eines Editierfensters
- Kontextmenüs
- Spracherkennung und Diktierunterstützung
- Schlüsselworthervorhebung:  C, CMD-Skripte, E, HTML, REXX, IPF, Java, Perl, RC, TeX
- Binäreditierung
- Erweiterte Klammerabgleichung
- Umlaufleiste
- Negative Suche, Wortsuche